# انجذاب عكسي

## انجذاب عكسي
الترويج الايجابي هو شكل مثل أشكال التكسية التي تظهر في العديد من الكائنات المائية، على سبيل المثال، الأسماك، حيث تتحول (بشكل عام) إلى تيار قادم. في تيار متدفق، يؤدي هذا السلوك إلى الحفاظ على موقعهم بدلاً من أن يجتاحهم التيار. وقد لوحظ حدوث انقلاب في أسماك الزرد والأنواع الأخرى، ويوجد في معظم مجموعات اللافقاريات المائية الرئيسية. يعد الانجراف أمرًا مهمًا لبقاء الحيوان على قيد الحياة لأن وضع الحيوان في الماء يمكن أن يزيد من فرصته في الوصول إلى الغذاء ويقلل من كمية الطاقة التي ينفقها، خاصة عندما يظل ثابتاً. ستظهر بعض الكائنات الحية مثل الثعابين انحيازاً عكسياً سلبياً حيث ستبتعد عن التيارات القادمة وتتجنبها. وهذا الإجراء جزء من ميلهم إلى الرغبة في الهجرة. تظهر بعض العوالق الحيوانية أيضًا انقلابًا إيجابيًا أو سلبيًا.
في الأسماك، يُستخدم نظام الخط الجانبي لتحديد التغيرات في نمط التدفق القادم لجسم مائي، والاتجاه المقابل للحيوان نحو التيار أو بعيداً عنه. يتكون الجهاز الحسي للخط الجانبي من خلايا شعرية حسية ميكانيكية تكتشف حركة الماء. يمكن للحيوانات أيضًا استخدام الانعكاس بالتزامن مع طرق أخرى لتوجيه نفسها في الماء. على سبيل المثال، سوف يستخدم جلكى البحر تدفق التيار لتحديد المحفزات الكيميائية عند المنبع، ويضع نفسه في اتجاه اتجاه الإشارة.
يعد الانجذاب الحراري أيضاً ظاهرة تظهر في الأنظمة الاصطناعية صغيرة الحجم. في الآونة الأخيرة، لوحظ أن بعض الجسيمات ذاتية الدفع (أقطاب الذهب والبلاتين النانوية) سوف تعيد تنظيم نفسها وإعادة توجيه نفسها ضد التدفق في قنوات الموائع الدقيقة الصغيرة.